# Universidad de Calgary
La Universidad de Calgary (U of C) es una universidad pública de investigación ubicada en Calgary, Alberta, Canadá. La universidad de Calgary, comenzó en 1944 como una extensión de la Universidad de Alberta, fundada en 1908, antes de que se fundara como una institución separada y autónoma en 1966. La universidad está compuesta por 14 facultades y más de 85 institutos y centros de investigación. El campus principal está ubicado en el cuadrante noroccidental de la ciudad cerca del río Bow y un campus más pequeño está en el centro de la ciudad.
En sus aulas hay aproximadamente 25.000 estudiantes de pregrado y 5.000 de posgrado habiendo tenido más de 170.000 estudiantes de más de 152 países, incluyendo James Gosling, quien inventó el lenguaje Java (lenguaje de programación), Stephen Harper, ex primer ministro de Canadá. 
La universidad ha patrocinado más de 360 millones de dólares en investigación con ganancias que superan el millardo de dólares y que lo hacen uno de los más altos de Canadá. Estando en Calgary, con la mayor concentración de ingenieros y geólogos, le permite a la universidad tener lazos muy estrechos con la industria petrolera.

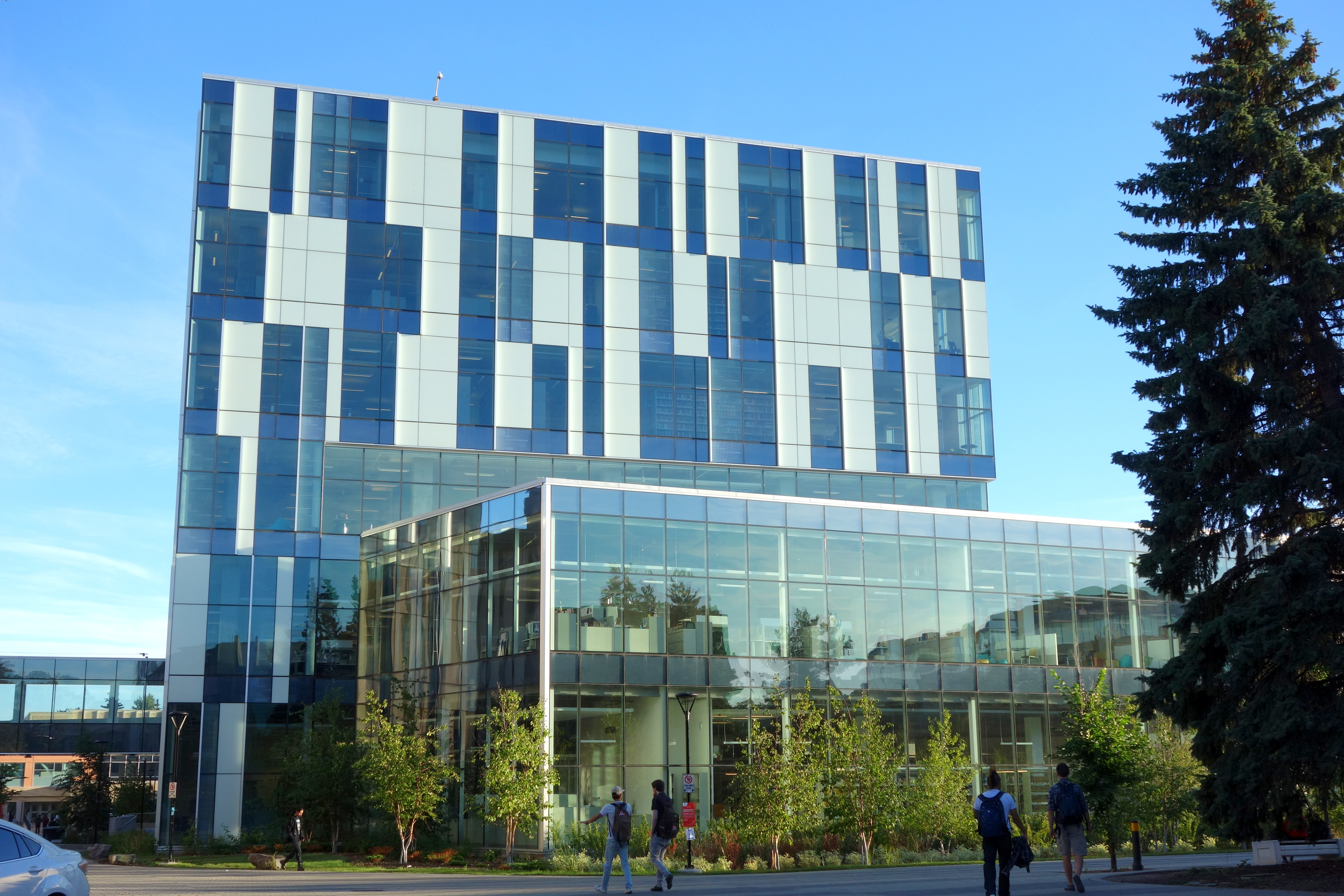
Librería Familia Taylor

El campus principal la mayor parte de las investigaciones y trabaja con el gobierno provincial y federal y agencias reguladoras, las cuales se encuentra cerca del campus. El campus principal tiene cerca de 200 hectáreas.